# Alfonso Guerra
Alfonso Guerra González (Sevilla, 30 de mayo de 1940) es un expolítico e ingeniero técnico industrial español, vicepresidente del Gobierno desde 1982 hasta 1991. Miembro del PSOE, tuvo escaño por Sevilla en el Congreso de los Diputados desde 1977 hasta 2015. Ejerció como vicesecretario general del PSOE entre 1979 y 1997.

## Biografía
Nació en Sevilla el 30 de mayo de 1940, siendo el undécimo de trece hermanos. Su padre, Julio Guerra Apresas, era militar. Es licenciado en Filosofía y Letras por la Universidad de Sevilla e ingeniero técnico industrial. Ejerció como profesor en la Escuela de Peritos de la Universidad de Sevilla hasta 1975, que solicitó la excedencia para entrar en filas políticas.

### Inicios en la política
A comienzos de la década de 1960 formó parte del grupo socialista que se configuró en torno a Alfonso Fernández Torres, al que también pertenecieron Manuel Chaves, Guillermo Galeote, Felipe González, Luis Yáñez o Manuel del Valle. Ingresó en las Juventudes Socialistas de Sevilla en 1960 y dos años más tarde, en 1962, se afiliaría al Partido Socialista Obrero Español (PSOE). También militaría en la Federación Socialista de Andalucía.
En 1970 entró en la comisión ejecutiva del Partido Socialista. Se consolidó dentro de la dirección del partido junto a Felipe González en 1974, durante la celebración del XXVI Congreso del PSOE en la ciudad francesa de Suresnes. En 1975 ocupó el cargo de secretario de Información y Prensa del PSOE, y fue responsable de la organización del XXVII Congreso del PSOE (1976), en el cual fue designado secretario de Organización. Alfonso Guerra, que acabó acumulando un gran poder en el seno del aparato socialista, controló estrechamente el proceso de reconstrucción del PSOE a nivel provincial y regional.
Durante el XXVIII Congreso del PSOE (1979) el sector «crítico» del partido, que se oponía a la renuncia del marxismo como ideología oficial, también se manifestaría contrario a la concentración de poder por parte de Alfonso Guerra. La falta de acuerdo entre el sector oficialista y los críticos derivó en la constitución de una comisión gestora. Tres meses después se celebró un Congreso Extraordinario en el que Guerra no solo conservó su poder, sino que además fue elegido vicesecretario general. Tras esto, se consolidó la posición del tándem González-Guerra dentro partido. La dirección del PSOE lograría acabar con las disidencias internas gracias a la política de «mano dura» que impuso Alfonso Guerra.

### Actividad parlamentaria

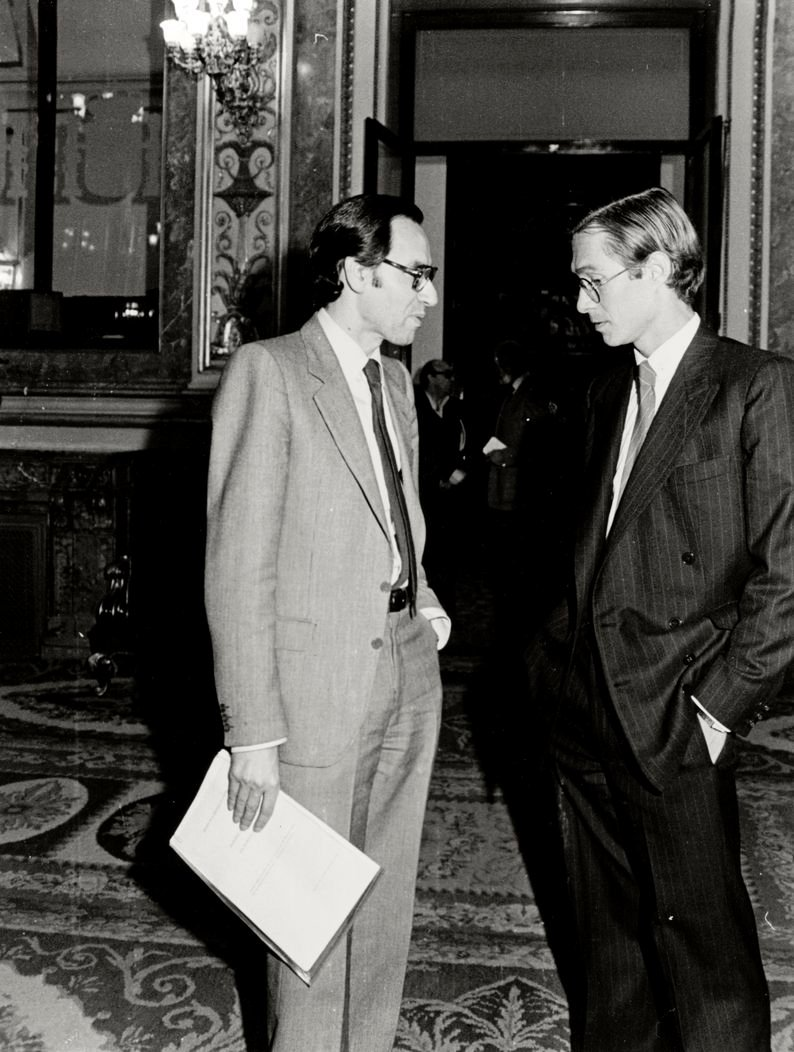
Departiendo con Jorge Verstrynge, secretario general de Alianza Popular, en 1982.

Fue elegido diputado en las sucesivas elecciones parlamentarias desde 1977, siendo diputado de forma ininterrumpida desde los años de la Transición hasta enero de 2015. Su intervención en la redacción de la Constitución Española de 1978, junto a Abril Martorell, fue fundamental para la consecución consensuada de su aprobación.
Cabeza visible de los sectores más constitucionalistas del PSOE, se mostró crítico con el proceso autonomista catalán —al que llegó a calificar de «choteo»—. En ese sentido, recordaría «lo mucho que Cataluña debe a Andalucía».
En 1982 el PSOE logró una amplia mayoría absoluta (202 diputados en el Congreso, de un total de 350) en las elecciones generales. Dicha victoria se debió a varios factores: la crisis interna del partido gubernamental (UCD, de centro-derecha), la mala coyuntura económica con las secuelas de desempleo y malestar social, y la buena organización (logro de Alfonso Guerra) y liderazgo (Felipe González) del PSOE. Además, Guerra se caracterizaba por el sarcasmo y la ironía que empleaba en los actos públicos en los que intervenía, que fue criticado de demagógico por sus oponentes políticos.
Presidente de la Comisión Constitucional del Congreso de los Diputados entre 2004 y 2011, también presidió la Comisión de Presupuestos hasta 2014, puesto que abandonaría, así como el de diputado del Congreso, al finalizar el año 2014.

### El cénit de su carrera

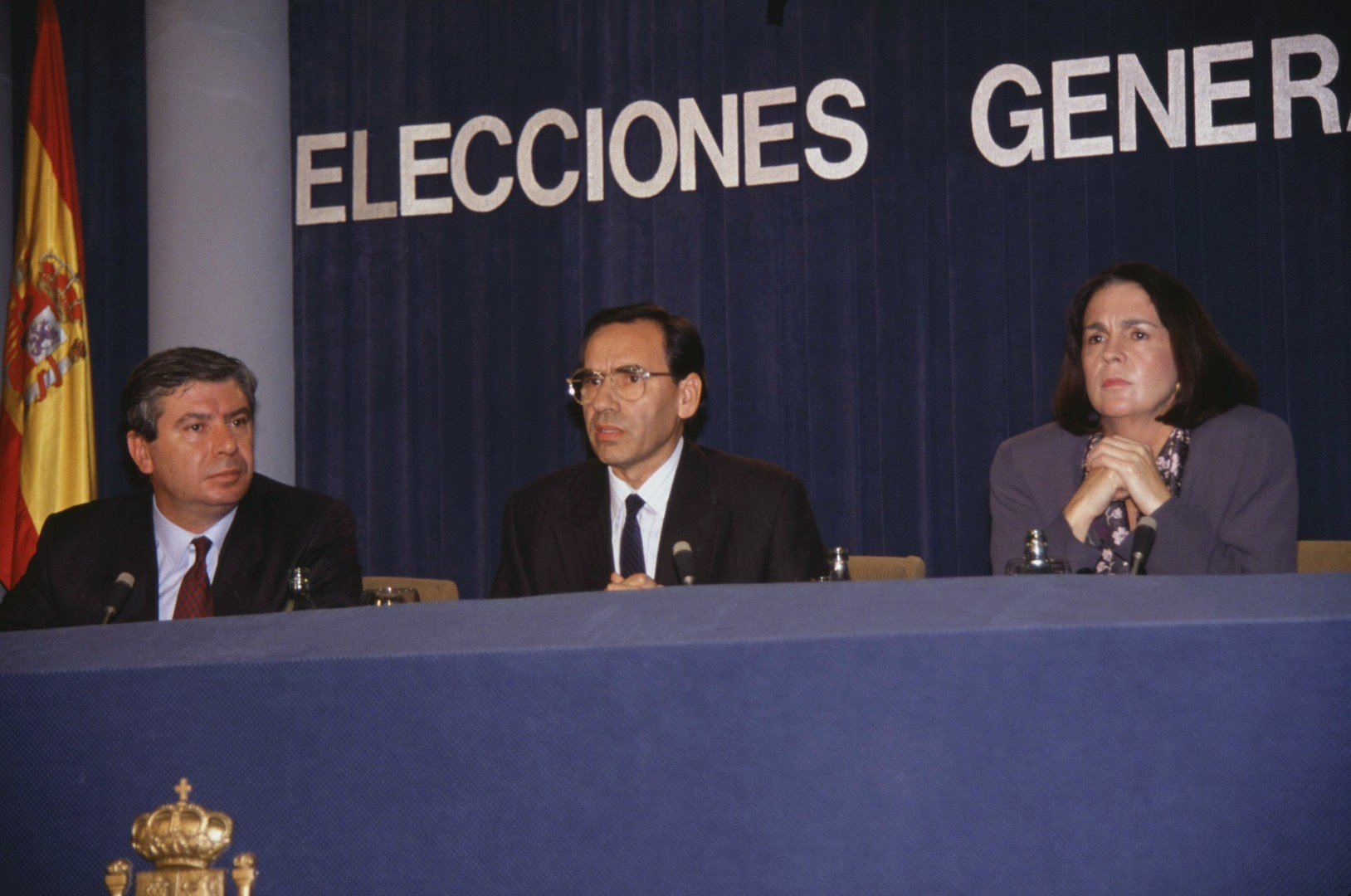
En octubre de 1989 durante una rueda de prensa en Moncloa junto a José Luis Corcuera y Rosa Conde para informar de los resultados electorales.

En diciembre de 1982 fue nombrado vicepresidente del gobierno en el gabinete presidido por Felipe González, cargo que desempeñaría durante el resto de la década. En paralelo con su puesto en el gobierno siguió ostentando sus cargos orgánicos en el partido. Desde 1982 la dirección efectiva del PSOE quedaría en manos de Alfonso Guerra, que consiguió hacerse con el control de la Comisión Ejecutiva Federal. En esta labor contaría con la estrecha colaboración del nuevo secretario de Organización, Txiki Benegas. Durante estos años su gestión del partido se caracterizó por una fuerte centralización de la toma de decisiones, algo que a la larga provocaría no pocas críticas internas. En torno a la figura de Alfonso Guerra se formaría una corriente interna dentro del partido que se conocería como el sector «guerrista».
En 1987 visita China como vicesecretario general del PSOE y se reúne con el primer ministro y secretario general del Partido Comunista, Zhao Ziyang.
El empeño de Alfonso Guerra por controlar a la sección andaluza de PSOE le llevarían a entrar en conflicto con José Rodríguez de la Borbolla, presidente de la Junta de Andalucía y líder socialista en la región, al que —según Antonio Checa Godoy— habría sometido a un «acoso y derribo». Tras lograr llevarse el gato al agua, Guerra conseguiría imponer al «guerrista» Carlos Sanjuán como secretario general del PSOE-A y al «dócil» Manuel Chaves como presidente de la Junta.
Su posición política se vio gravemente debilitada por el estallido de un escándalo de corrupción y tráfico de influencias en que estuvo envuelto su hermano Juan, el llamado Caso Guerra. Otra controversia en la que se había visto envuelto fue en relación con su uso de un avión del Ejército del Aire para eludir un atasco de carretera. El desgaste al que se vio sometido por el «caso Guerra» fue en aumento durante todo el año 1990 y hubo algún medio, como el diario El Independiente, que pediría su dimisión. Finalmente, con su imagen muy deteriorada, en enero de 1991 dimitió como vicepresidente del gobierno. En 1997 también dimitiría de su cargo como vicesecretario general.

### Vida posterior

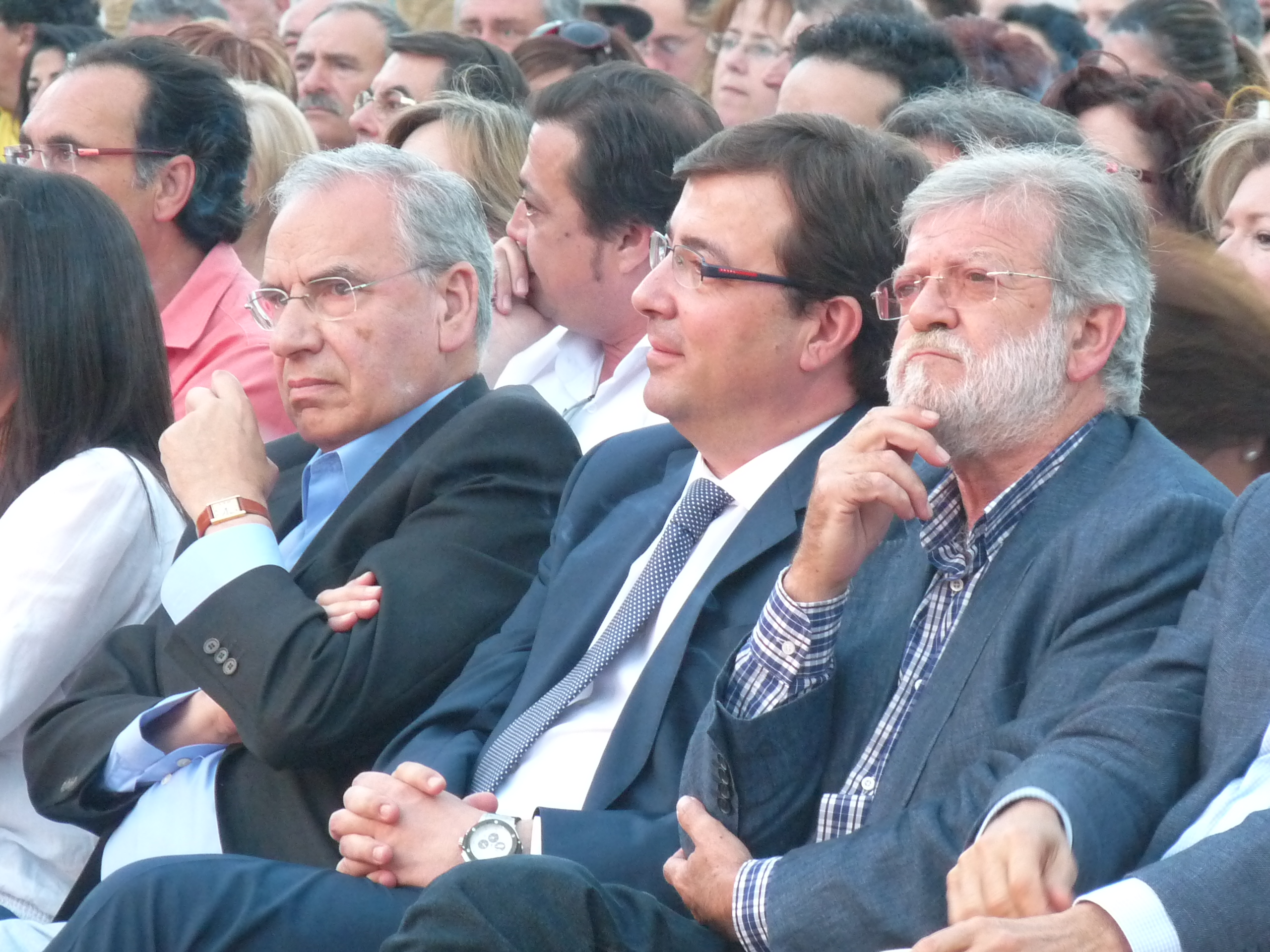
Fotografiado en 2011 junto a Juan Carlos Rodríguez Ibarra y Guillermo Fernández Vara en un acto del PSOE en Badajoz.

Desde 1997 Guerra asume la presidencia de la Fundación Pablo Iglesias, desde la que se contribuirá a la consolidación de los Archivos del Movimiento Obrero y a través de la cual se llevarán a cabo exposiciones como «Exilio» (2002) o «El voto de las mujeres:1877-1978» (2003).[cita requerida]
En 2005 obtuvo el premio de la Fundación Abril Martorell por su «decisiva contribución al gran pacto que supuso la Constitución de 1978». Preside, entre otras publicaciones, la revista Temas para el debate, una publicación de carácter mensual dedicada al análisis y la información de la actualidad.
En 2014, a los 74 años de edad y 37 como diputado en el Congreso, anunció su retirada de la política activa, despidiéndose de la Cámara baja el 18 de diciembre de dicho año. Formalizó la renuncia a su escaño el 14 de enero de 2015.
En 2017 fue sustituido en la presidencia de la Fundación Pablo Iglesias por José Félix Tezanos y rechazó la presidencia de honor de la institución.
Ha prologado la obra Madre patria. Desmontando la leyenda negra desde Bartolomé de las Casas hasta el separatismo catalán de Marcelo Gullo.

## Reconocimientos
Es doctor honoris causa por la Universidad Nacional Federico Villarreal de Lima (Perú), que le otorgó dicha distinción en 1988. La Universidad de Roma le concedió su Medalla de Oro en 1984. Es hijo predilecto de Andalucía desde el año 2011. En 2018 el Colegio de Ingenieros Técnicos Industriales de Huelva le otorgó su Medalla de Oro en reconocimiento al papel que desempeñó en la aprobación de la Ley de Atribuciones de los Arquitectos e Ingenieros Técnicos Industriales en el año 1986. Desde septiembre de 2020 es hijo predilecto de Sevilla.

## Obras
Libros de memorias
- Cuando el tiempo nos alcanza. Memorias 1940-1982 (Espasa, 2005)
- Dejando atrás los vientos. Memorias 1982-1991 (Espasa, 2009)
- Una página difícil de arrancar. Memorias 1991 - actualidad (Planeta, 2013)

Libros de teoría política
- La democracia herida (Espasa, 1997).
- Diccionario de la Izquierda (Planeta, 1998).
- La España en la que creo (La Esfera, 2019).

Película
- Guerra, Alfonso. El hombre detrás del político (2023, dirigida por Manuel Lamarca Rosales).